# Ведмедевка (Черниговская область)
Ведмедевка (укр. Ведмедівка) — село в Носовском районе Черниговской области Украины. Население 108 человек. Занимает площадь 0,45 км².
Код КОАТУУ: 7423881003. Почтовый индекс: 17121. Телефонный код: +380 4642.

## Власть
Орган местного самоуправления — Держановский сельский совет. Почтовый адрес: 17120, Черниговская обл., Носовский р-н, с. Держановка, ул. Леси Украински, 4а.